# Niederfähre
Niederfähre ist ein Stadtteil von Meißen im Landkreis Meißen, Sachsen.

## Geographie

Panoramabild mit Neuer Elbbrücke, Uferbebauungen von Niederfähre und Vorbrücke sowie Alter Elbbrücke

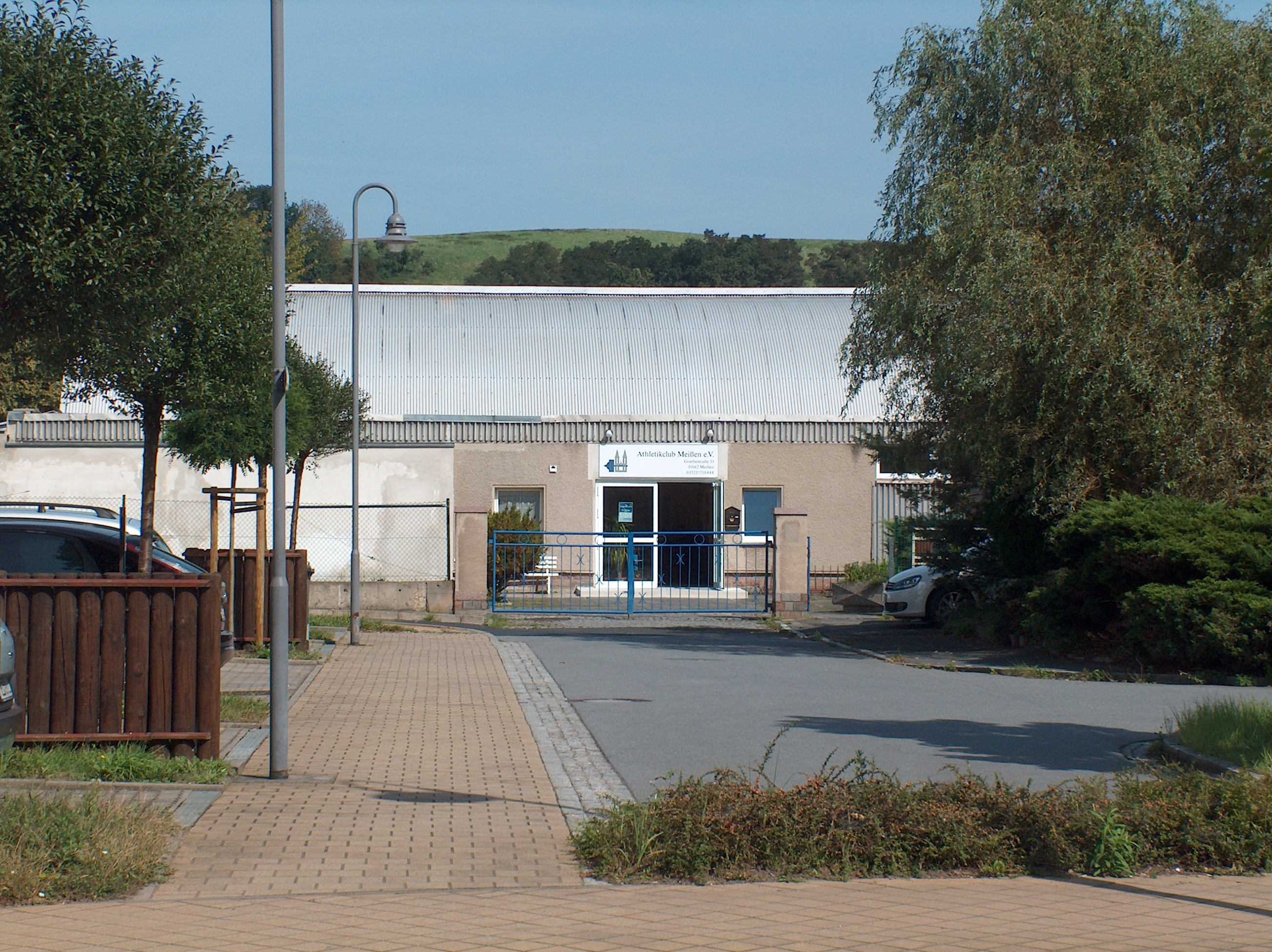
Gewichtheberhalle am Stadion

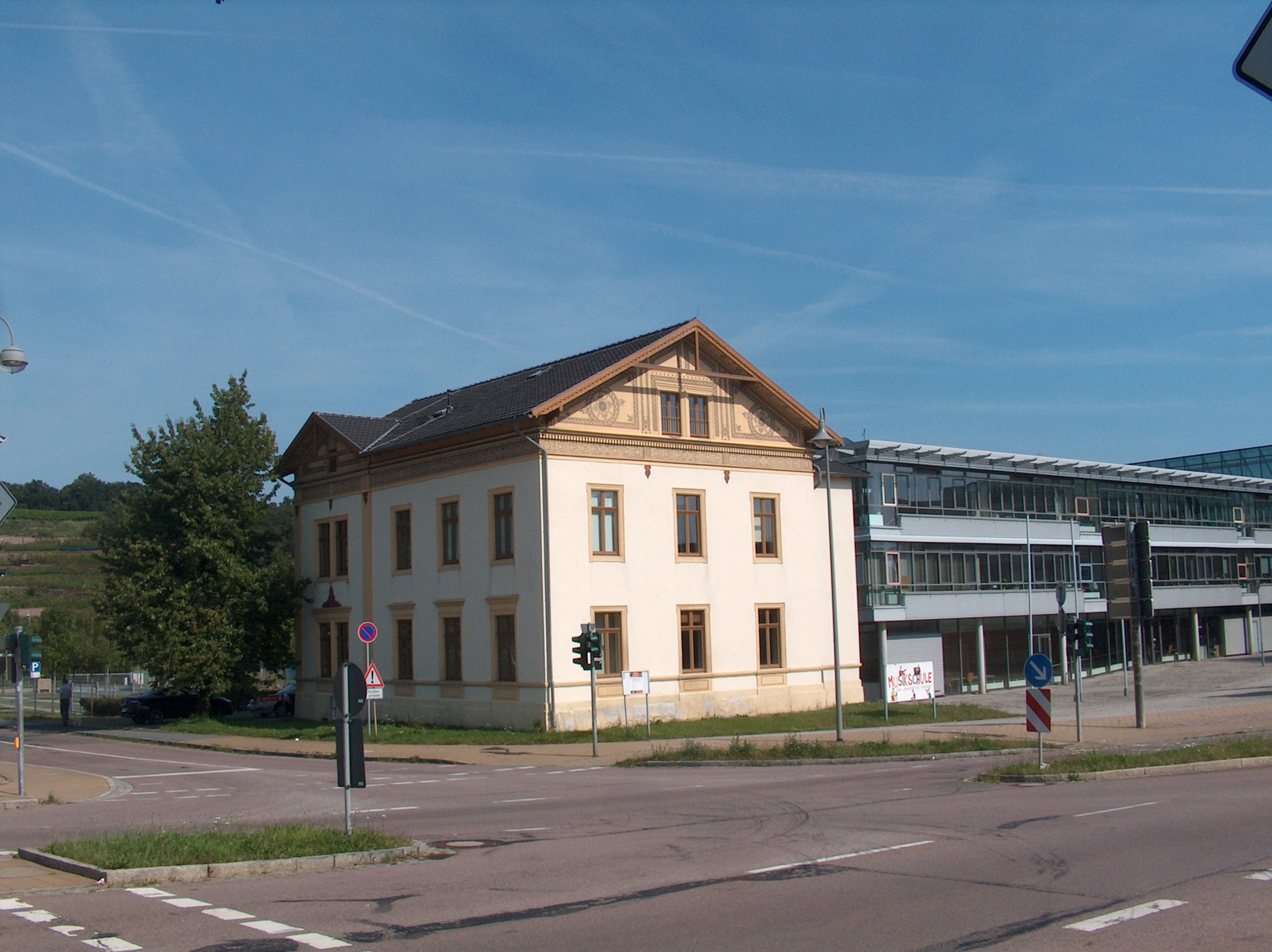
Musikschule und Berufsbildungszentrum Meißen

Niederfähre liegt in der Gemarkung „Niederfähre m. Vorbrücke“ im rechtselbischen Zentrum des Meißner Stadtgebiets, direkt an der Elbe. Südöstlich benachbart ist der Stadtteil Vorbrücke, nördlich Proschwitz und östlich Zscheila. Gegenüber, am anderen Elbufer, liegen Niedermeisa, die Fischergasse und die Albrechtsburg. 
Das Gebiet des Stadtteils ist weitgehend bebaut. Die Häuser reichen bis an den Dammweg heran, der die Elbwiesen abgrenzt. Der Ortskern lag am heutigen Lindenplatz, von dem das Fährgässchen hinunter zur alten Fährstelle führt. Wichtigste Straße des Stadtteils ist die Goethestraße, die als Bundesstraße 101 über Bohnitzsch nach Großenhain führt. In der anderen Richtung verläuft sie weiter über die Neue Elbbrücke, an deren rechtem Brückenkopf Niederfähre somit liegt.
Weitere Straßen im Stadtteil sind die Hafenstraße, Gustav-Graf-Straße (benannt nach einem Niederfährer Gemeindevorstand), Wolyniezstraße sowie Hainstraße und Hainweg. Die Bebauung reicht im Norden bis an die Senke des Fürstengrabens (Teerbachs) hinan, der die Nassau entwässert. Dort liegen auch der Meißner Winterhafen sowie das Stadion am Heiligen Grund, in dem der Meißner SV 08 seine Heimspiele austrägt. Unmittelbar nördlich an die Senke schließen sich bereits die Proschwitzer Weinberge an.

## Geschichte

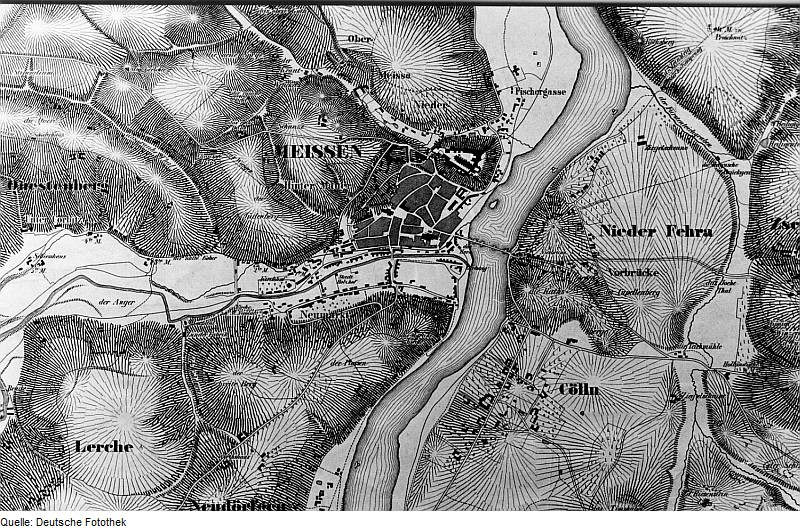
„Nieder Fehra“ und seine Nachbarorte auf einer Karte aus dem 19. Jahrhundert

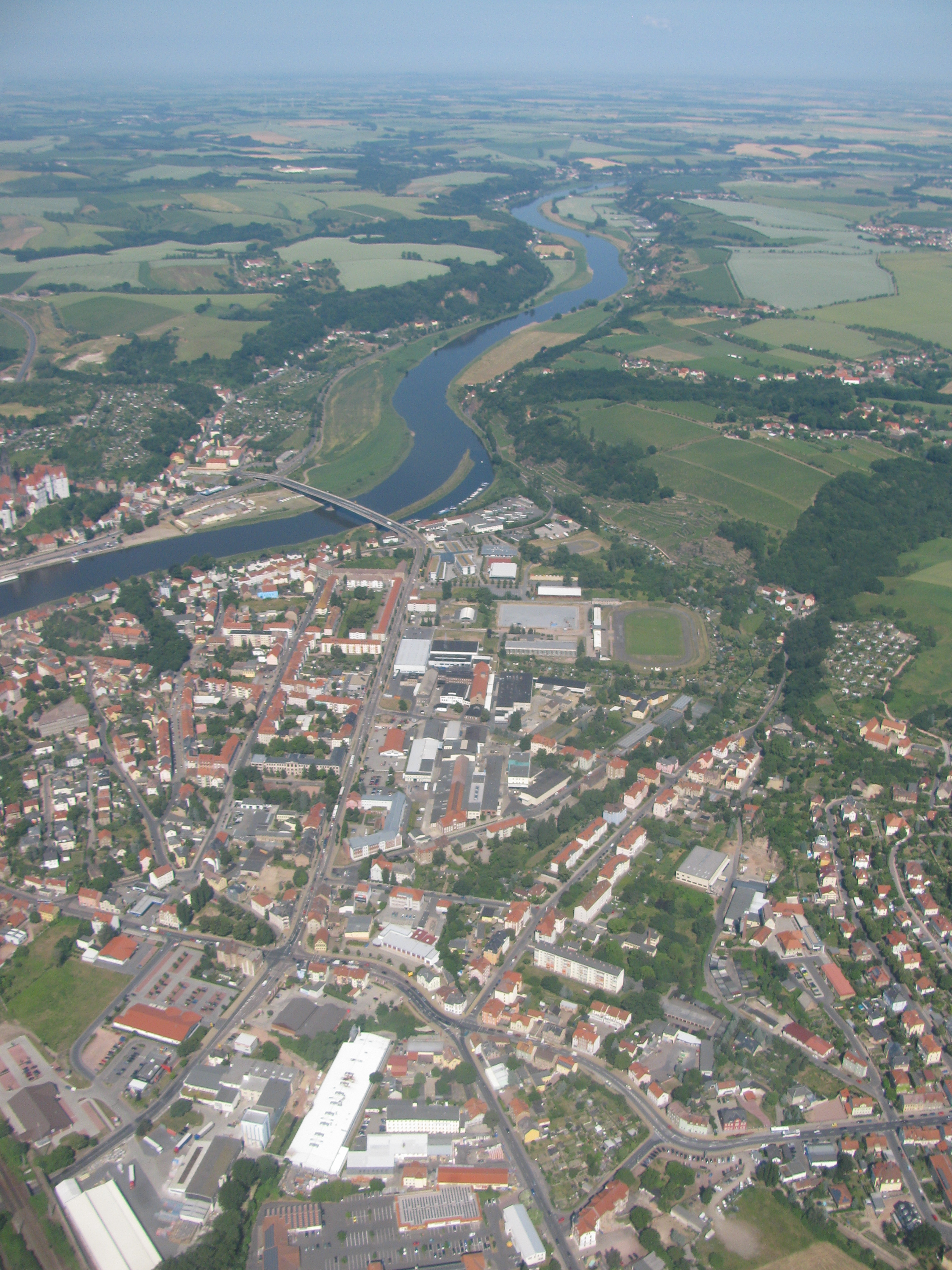
Niederfähre aus der Vogelperspektive

Erstmals erwähnt wurde der Ortsname, der deutschen Ursprungs ist, im Jahr 1342 als „locus iuxta Albeam, qui vulgariter dy nydere vere appellatur“, also als „Ort an der Elbe, der gemeinhin die niedere Fähre genannt wird“. In den folgenden Jahrhunderten waren vielfältige Schreibweisen gebräuchlich, darunter „in Nideruere“, „die Nydervere“, „Nedirfere“, „Nedirfeher“ und das unter anderem für 1659 bezeugte „Nieder Fehra“. Der Name ist selbsterklärend und bedeutet „Siedlung an der stromabwärts gelegenen bzw. unteren Fähre“.
Hans-Jürgen Pohl erklärt den Namen damit, dass es vor Errichtung einer ersten Elbbrücke rechtselbisch die beiden Fährstellen Niederfähre und Oberfähre gab. Einer ähnlichen Deutung zufolge nahm die entsprechende Oberfähre etwas weiter stromaufwärts in Cölln ihren Ausgang.
Das Gassendorf mit seinen Häuslerzeilen lag in einer gewannähnlichen Streifenflur und hatte dem Namen nach eine Bedeutung für den Fährbetrieb am Meißner Elbübergang. In den Jahren 1350 und 1430 sind Allodien bezeugt, 1480 findet ein Vorwerk Erwähnung. Eingepfarrt war und ist Niederfähre nach Zscheila. Die Grundherrschaft übte bis ins frühe 19. Jahrhundert direkt das Prokuraturamt Meißen aus. Im Jahr 1856 gehörte Niederfähre zum Gerichtsamt Meißen und kam danach zur Amtshauptmannschaft Meißen, aus der der gleichnamige Landkreis hervorging. 
In den Jahren 1791 und 1834 wird erwähnt, dass Niederfähre und Zscheila zusammen eine Gemeinde bildeten. Auf Grundlage der Landgemeindeordnung von 1838 erlangte Niederfähre seine Selbstständigkeit als Landgemeinde. Schon früh galt es gemeinsam mit dem benachbarten Vorbrücke als Vorstadt von Meißen. Am 1. Januar 1887 schlossen sich beide Orte zur insgesamt 94 Hektar großen Gemeinde „Niederfähre-Vorbrücke“ zusammen. Diese wurde exakt drei Jahre später nach Cölln eingemeindet und kam mit diesem am 1. Januar 1901 zu Meißen. Auch 1908 findet der Doppelname „Niederfähre-Vorbrücke“ Erwähnung, heute liegen beide Orte in der gemeinsamen Gemarkung „Niederfähre m. Vorbrücke“. Im Jahr 1997 wurde „Niederfähre/Vorbrücke“ zum Sanierungsgebiet erklärt.

## Einwohnerentwicklung
| Jahr | Einwohner                                 |
| ---- | ----------------------------------------- |
| 1547 | 18 besessene Mann, 9 Häusler, 21 Inwohner |
| 1748 | 41 Häusler                                |
| 1834 | 338                                       |
| 1871 | 635                                       |
| 1890 | siehe Cölln                               |